# 2005年7月

## 7月31日
- 台灣高雄市迎接世界運動會會旗。東森新聞報（页面存档备份，存于）

## 7月30日
- 苏丹第一副总统兼南方政府主席约翰·加朗从乌干达首都坎帕拉返回苏丹南部，途中因其所乘坐的直升机坠毁在苏丹南部一个山坡上，与6名随行人员、7名机组人员全部遇难。

## 7月29日
- 印度馬哈拉施特拉邦的連日大暴雨已做成接近500人死亡。暴雨導致孟買電話網絡中斷和機場關閉。明報新聞網
- 印度北部北方邦發生火車爆炸，死傷人數已超過50人，人數還在不斷上升。 明報新聞網
- 中国多家航空公司订购50架波音B787客机，合同价达60亿美元。 BBC中文网（页面存档备份，存于）
- 中国北京开始在几条主要入京高速公路上设置检查站，防止发生在四川的猪链球菌疫情流入。BBC中文网（页面存档备份，存于）
- 一组天文学家在柯伊伯带发现一个编号为妊神星或K40506A的小行星，直径可能约为冥王星的70%。这是目前发现的最大的外海王星天体之一。同日宣布的其它柯伊伯带发现包括一个比冥王星更大的可能为太阳系第十大行星的天体，编号阋神星，以及大小与妊神星相近的鸟神星。 BBC中文网（页面存档备份，存于） 天空和望远镜杂志 NASA（页面存档备份，存于）新浪（页面存档备份，存于）

## 7月28日
- NASA将暂时停飞所有航天飞机，同时发现号太空梭机组成员开始着手调查飞船发射时的伤害情况。BBC中文网（页面存档备份，存于） Wikinews（页面存档备份，存于）
- 阿尔及利亚证实在伊拉克被绑架的该国两名外交官已经被害。 BBC中文网（页面存档备份，存于）
- “爱尔兰共和军”正式发布声明将以民主的方式结束与英国长达30年的武装斗争。 BBC中文网（页面存档备份，存于）
- 中国新的国家歌舞团——中国东方歌舞团，整合了原中国歌舞团和东方歌舞团，正式挂牌成立。

## 7月27日
- 台湾在台中清泉岗基地，进行"汉光21号演习"。中華民國總統陈水扁也前往视察， BBC中文网（页面存档备份，存于）
- 中國四川省豬鏈球菌II型感染人數上升至117人，死亡人數達24人，世界衛生組織指此乃歷來最大型的豬鏈球菌爆發。中國政府禁止四川豬隻出口。明報新華網（页面存档备份，存于）
- 美国和澳大利亚与相信包括中国、印度、韩国在内的亚洲国家为气候变化问题建立新的集团。 BBC中文网（页面存档备份，存于）

## 7月26日
- 黑龍江大慶市及台灣花蓮各發生一場里氏规模5.0以上 地震。新華網（页面存档备份，存于）USGS東森新聞網（页面存档备份，存于）
- 中国第六届茅盾文学奖颁奖。人民日报（页面存档备份，存于）
- 發現號太空梭执行编号为STS-114的国际空间站任务在美国佛罗里达州肯尼迪太空中心成功发射升空。升空过程中，发现号上脱落下来一小块隔热瓦和一大块碎片。若情况严重可能导致哥伦比亚号太空梭悲剧重演。 BBC中文网（页面存档备份，存于） 新浪（页面存档备份，存于）
- 第四轮北韩核问题六方会谈在中国北京开始 BBC中文网（页面存档备份，存于）
- 缅甸放弃担任东南亚国家联盟的轮值主席国，按字母顺序由菲律宾接替。 BBC中文網（页面存档备份，存于）

## 7月25日
- 菲律宾反对派议员向国会递交申请，要求弹劾总统阿罗约。 BBC中文网（页面存档备份，存于）
- 将在中国举行的第四轮六方会谈的美国和北韩代表先期在北京举行双边会晤。 BBC中文网（页面存档备份，存于）
- 中国四川资阳市和内江市之疾病查明為猪链球菌感染引起的“人－猪链球菌感染”。BBC中文网（页面存档备份，存于）

## 7月24日
- 韩国和北韩的代表团在中国北京会晤，商讨有关平壤核项目的六方会谈。 美国之音
- 2005年环法自行车赛结束，兰斯·阿姆斯特朗获七连冠后宣布退役。 BBC中文网（页面存档备份，存于）
- 中国四川资阳市和内江市不明原因疾病死者上升至17人（资阳15例，内江2例），累计发病58例。BBC中文网（页面存档备份，存于） 新浪（页面存档备份，存于）
- UTC时间15:42:06在位于印度洋上的印度尼科巴群岛附近发生里氏7.2级地震 Wikinews（页面存档备份，存于） 美国地质调查局

## 7月23日
- 巴西驻英国伦敦外交官表示，前一天被英国警方击毙的巴西男子，与伦敦爆炸案无关。巴西要求英国就误杀事件给予解释。BBC中文网（页面存档备份，存于） Sina（页面存档备份，存于）
- 埃及红海度假胜地沙姆沙伊赫发生系列爆炸，至少88人死亡。BBC中文网（页面存档备份，存于）
- 缅甸前总理钦纽被指腐败在仰光被一个特别法庭判处14年徒刑。 BBC中文网（页面存档备份，存于）
- 日本东京地区发生了6级强烈地震，导致房屋摇晃，一些人士受伤。 BBC中文网（页面存档备份，存于）

## 7月22日
- 英国警方击毙一与21日爆炸案有关男子 BBC中文网（页面存档备份，存于）
- 美国国务卿赖斯突访黎巴嫩首都贝鲁特 BBC中文网（页面存档备份，存于）
- 台湾亲民党举行党主席选举，现任党主席宋楚瑜以超过99%的得票率连任。 BBC中文网（页面存档备份，存于）
- 日本千叶县附近海域一在马耳他注册的中国货轮与一日本货轮在浓雾中相撞，中国货轮被撞沉，数名中国船员死亡。日本海上保安厅已经展开搜救工作。 BBC中文网（页面存档备份，存于） RFA[]
- 微軟公佈正在開發中，原代號Longhorn的下一代Windows作業系統，正式命名為Windows Vista。

## 7月21日
- 2005年7月伦敦连环爆炸事件：倫敦三列地鐵和一輛巴士分別發生炸彈爆炸和槍擊，最少一人受傷，三條地鐵線暫停服務。 BBC中文网（页面存档备份，存于）
- 人民幣升值2%，由原來1美元兌8.28元，升值至8.11元人民幣；並解除人民幣與美元的聯繫匯率。中国人民银行的正式公告（页面存档备份，存于） BBC中文网（页面存档备份，存于）
- 俄罗斯发现15年来首例禽流感病例 BBC中文网（页面存档备份，存于）
- 法国的第四届巴黎沙滩开始。
- 非洲开发银行选举卢旺达前财长唐纳德·卡贝鲁卡为行长。

## 7月20日
- 印尼确认有3人死于禽流感病毒。这是该国首宗人类感染禽流感死亡个案。 BBC中文网（页面存档备份，存于）
- 世界汉语大会在北京召开。新华网（页面存档备份，存于）
- 阿波罗11号登月35周年纪念日，Google Maps收录范围包括月球 Google Moon（页面存档备份，存于）

## 7月19日
- 伊朗公開處決兩名同性戀青少年。ILGA國際男女同志協會
- 加拿大正式成为世界上继荷兰，比利时与西班牙之后第四个承认同性婚姻完全合法的国家。中新网（页面存档备份，存于）
- 尼日尔发生严重饥荒，联合国呼吁紧急救援 BBC中文网（页面存档备份，存于）
- Google公司宣布，将在中国设立研发中心，并雇请著名计算机科学家李开复博士领导该业务，同时出任Google中国的总裁。新华网（页面存档备份，存于）
- 日本东京高等法院驳回了中国二战細菌戰受害者的一项索赔和要求道歉的上诉案。 BBC中文网（页面存档备份，存于）

## 7月18日
- 飓风艾米丽袭击尤卡坦半岛。路透社（页面存档备份，存于） BBC（页面存档备份，存于）
- 台风海棠登陆福建，数十万人转移。新华网（页面存档备份，存于） BBC中文网（页面存档备份，存于）
- 以色列考古學家在死海沙漠谷地发现《聖經》新經卷 联合早报[]

## 7月17日
- 强烈颱風“海棠”袭向台湾。新城電台
- 迪士尼乐园五十周年庆 Wikinews（页面存档备份，存于）

## 7月16日
- 中國國民黨舉行黨主席選舉。台北市市長馬英九當選新任黨主席。 BBC中文网（页面存档备份，存于）
- 《哈利波特》第六集全球同步首賣。 BBC中文网（页面存档备份，存于）
- 國際化學奧林匹亞競賽在台灣台北國立台灣師範大學展開。自由時報
- 赤道几内亚一客机坠毁，機上60人全部遇難。Wikinews（页面存档备份，存于） 新華網（页面存档备份，存于）

## 7月15日
- 飓风艾米丽袭击格林纳达，造成广泛伤害。Wikinews（页面存档备份，存于）
- 澳門歷史城區正式被列入世界文化遺產名錄。明報新聞網
- 印度尼西亚有三人可能因患上禽流感而死亡。 BBC中文网（页面存档备份，存于）

## 7月14日
- 美國發現號太空梭太空任務因其中一具燃料感應器有問題而紧急延期。路透社 NASA肯尼迪太空中心（英文）（页面存档备份，存于）
- 肯尼亚一学校儿童在當地種族衝突发生時被遊牧民族屠杀，有22名小童死亡。 Wikinews（页面存档备份，存于）
- 东海油气田问题：日本经济产业省批准帝国石油公司在日本中国间有争议的东海地区开采油气的申请。BBC中文网（页面存档备份，存于） 美国之音

## 7月13日
- 第九届机器人世界杯足球赛在日本大阪拉开帷幕。新华网（页面存档备份，存于）
- 巴基斯坦发生三列火车相撞事故，至少120人死亡。BBC中文网（页面存档备份，存于）
- 技术、娱乐和设计（TED）全球会议首次在英国牛津召开，"维基百科"的创始人吉米·威爾士亦有参加此次会议。 BBC中文网（页面存档备份，存于）
- 中国华南的石灰岩中发现罕见5亿5千万年前埃迪卡拉纪在海床生活的已知的最早期复杂生命体Frondose Vendobionts的古生物化石。 BBC中文网（页面存档备份，存于）

## 7月12日
- 原代总统库尔曼别克·巴基耶夫在吉尔吉斯总统选举中取得壓倒性胜利。 路透社（英文）
- 热带风暴艾米丽在大西洋中部形成，对中北美洲形成威胁。 Wikinews（页面存档备份，存于）
- 新疆神龍煤礦氣體爆炸已经证实66人死亡，另有17人失踪 BBC中文网（页面存档备份，存于）

## 7月11日
- 颶風丹尼斯在凌晨5時35分（UTC+8）登陸美國佛羅里達州和阿拉巴馬州州界，沿岸有巨浪，多處水浸。明報 Wikinews（页面存档备份，存于）
- 北韓重新參加六方和談 Wikinews（页面存档备份，存于）
- 泰国中部重新发现禽流感家禽 美国之音
- 台灣五名高中生在國際物理奧林匹亞競賽中，贏得五枚金牌，創下台灣隊參賽國際競賽以來最出色的成績。自由時報
- 国际生物学奥林匹克竞赛在北京大学开幕。新华网 Archive.today的存檔，存档日期2013-04-28

## 7月10日
- 台灣海軍護漁戰船與日本戰艦在釣魚台島水域“對峙”，雙方沒有爆發衝突。 BBC中文网（页面存档备份，存于）
- 美中第二輪紡織品談判未能達成協議 BBC中文网（页面存档备份，存于）
- 因为情报显示伯明翰受到安全上威胁，英国从伯明翰中心疏散两万人，警方没有透露细节。美国之音
- 卢森堡全民公决通过欧盟宪法条约 Wikinews（页面存档备份，存于）新华社（页面存档备份，存于）

## 7月9日
- 丹尼斯飓风穿越加勒比海国家，已经证实数十人死亡，仍然继续在向美国移动。Wikinews（页面存档备份，存于） 美国之音
- 美国国务卿赖斯开始出访亚洲 美国之音（页面存档备份，存于）
- 八國峰會呼吁全球就氣候變化進行新對話 BBC中文网（页面存档备份，存于）
- 震盪波電腦病毒作者19歲的程序員雅舍在德國被判兩年監禁，緩期執行。 BBC中文网（页面存档备份，存于）

## 7月8日
- 菲律宾鸭子发现感染禽流感病毒 BBC中文网（页面存档备份，存于）
- 澳大利亚已经向寻求政治避难的前中国外交官陈用林发出永久签证。 BBC中文网（页面存档备份，存于）
- 国际奧林匹克委员會批准香港協辦2008年夏季奧林匹克運動會馬術項目。 BBC中文网（页面存档备份，存于）
- 全球100多个国家50多万名新闻从业员联署请愿信，要求中国释放被监视居住的记者程翔。 BBC中文网（页面存档备份，存于）

## 7月7日

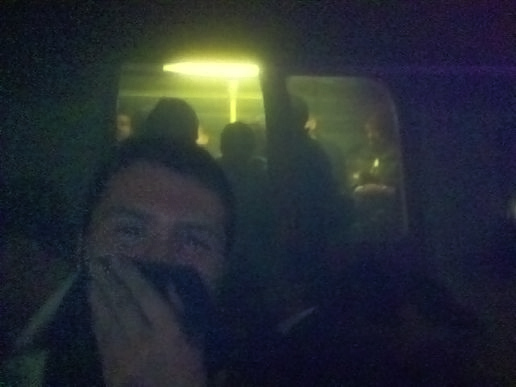
倫敦遭到連環炸彈爆炸恐怖攻擊人們被困在地鐵的情景。

- 英國倫敦發生多宗地鐵和巴士爆炸，伤亡惨重。Wikinews（页面存档备份，存于） BBC中文网（页面存档备份，存于）
- 罗马尼亚总理波佩斯库·特里恰努宣布政府辞职，要求重新举行大选。新华网（页面存档备份，存于）
- 被扎卡维的军事组织绑架5天的埃及驻伊拉克外交官伊哈卜·谢里夫遇害。BBC中文网（页面存档备份，存于）
- 中国纪念抗日战争和世界反法西斯战争胜利60周年，有香港民间团体前往日本总领事馆示威抗议。 美国之音 美国之音（页面存档备份，存于）

## 7月6日
- 伊拉克和伊朗举行两伊战争以来首次高层军事会谈。中国日报
- 美國紐約時報記者茱蒂絲·米勒由於拒絕透露一篇尚未撰寫之報導的秘密消息來源，被判藐視法院而入獄服刑。BBC中文网（页面存档备份，存于）
- 英國倫敦奪得2012年夏季奧林匹克运动会主辦權。 BBC中文网（页面存档备份，存于）
- 中国实践七号科学试验卫星在酒泉卫星发射中心发射成功。新华网（页面存档备份，存于）
- 第31届八国集团首脑会议在英国苏格兰佩思郡（Perthshire）开幕。新华网（页面存档备份，存于）

## 7月5日
- 欧盟批准了德国汉莎航空公司并购瑞士国际航空公司的方案。新华网 Archive.today的存檔，存档日期2013-04-28
- 印度警方与攻击北方邦阿约提亚一个受争议宗教场所的武装分子爆发枪战，印度全国已经加强了安全戒备。 BBC中文网（页面存档备份，存于） 美国之音
- 苏丹政府和两个反叛组织原则上同意签署和平协议 BBC中文网（页面存档备份，存于）

## 7月4日
- NASA发射的人类第一个与彗星直接接触的深度撞击号撞击器成功撞击坦普尔1号彗星 NASA（页面存档备份，存于） BBC中文网（页面存档备份，存于） 美国之音（页面存档备份，存于）
- 巴勒斯坦激进组织哈马斯拒绝加入库赖领导下的巴勒斯坦自治政府。BBC中文网（页面存档备份，存于）
- 欧盟五国设立海洋情报局，协调打击非法移民和毒品走私活动 美国之音
- 颶風丹尼斯形成。

## 7月3日
- 亚太6号卫星部分转发器遭到法轮功信号的干扰，致使中国中央电视台及部分中国省级卫星电视台的正常节目广播受到干扰或中断。亚太卫星集团已经向香港警方报案新华网（页面存档备份，存于）。但香港法轮功学员否认干扰亚太卫星，認為毫無根據[1]。
- IBM诉微软垄断行为的诉讼达成庭外和解。微软将对IBM赔偿7.75亿美元。 BBC中文网（页面存档备份，存于）
- 阿拉伯卫星电视台报道说，基地组织高层激进分子阿亚里在利雅得与沙烏地阿拉伯警察的枪战中被打死。 美国之音
- 中国成立专门机构寻找在二战中丢失的北京人头盖骨。 BBC中文网（页面存档备份，存于）

## 7月2日
- 现场八方依次在日本东京、英国伦敦、法国巴黎、德国柏林、意大利罗马、俄罗斯莫斯科、南非约翰内斯堡、美国费城以及英国的康沃尔和加拿大多伦多以北的巴里镇拉开序幕。 美国之音 BBC中文网（页面存档备份，存于）
- 印度尼西亚小儿麻痹症传染地区持续扩大。 美国之音
- 中国江西九江学院发生学生暴力抗议事件 BBC中文网（页面存档备份，存于） RFA

## 7月1日
- 英国接任欧盟轮值主席国 BBC中文网（页面存档备份，存于）
- 西班牙國會以187票對147票通過同性婚姻合法化。雅虎台灣轉載中廣新聞網
- 美国FBI与加拿大及另外9国联手合作，多个0day（warez）组织被剿灭 Yahoo! Canada News（页面存档备份，存于）
- 三峽大壩壩頂正式對遊客開放。大公網
- 美国总统小布什宣布在未来五年将把对非洲撒哈拉以南地区最贫穷国家的援助增加一倍。 BBC中文网（页面存档备份，存于）
- 香港主權移交八週年，民間人權陣線第三次舉行七一遊行，人數為21000人。
- 中華民國空軍第四中隊東遷花蓮，併入第12戰術偵察機隊，成為其下轄的虎眼分隊。